# Mariute
Mariute è un film di propaganda del 1918 diretto da Eduardo Bencivenga.

## Trama
Film di propaganda a metà tra realtà e finzione, che mostra, nella prima parte, la tipica giornata dell'attrice Francesca Bertini, sempre in gran ritardo sul set. Un giorno nel teatro di posa arriva un collega attore che, tornato dal fronte, racconta la dura vita dei civili nelle zone occupate dagli austriaci.
Quella stessa notte, nella seconda parte del film, Francesca Bertini nel sonno si immedesima in Mariute, una giovane contadina friulana che vive con i tre figli mentre il marito si trova in prima linea. Mariute, recandosi a prendere l'acqua, viene aggredita e violentata da tre soldati austriaci. Il suocero la vendica uccidendo i tre violentatori. Il mattino successivo Francesca Bertini, sconvolta dal brutto sogno, per una volta, giunge puntuale al lavoro.
La pellicola termina con l'invito a sottoscrivere il prestito dell’Istituto Nazionale delle Assicurazioni.

## Curiosità
Visto censura n. 13506 del 1 maggio 1918; prima visione romana: 17 maggio 1918.

## Restauro
"Preservato a cura del CSC-Cineteca Nazionale nel 1954, in b/n, da un positivo nitrato imbibito lungo 564 metri, con didascalie italiane (non più conservato)."
"Il restauro conservativo dei frammenti di Mariute (seconda parte del film) è stato realizzato dal Museo Nazionale del Cinema di Torino a partire da due positivi nitrato colorati di 30 e 35 metri e da un positivo safety colorato di 79 metri, conservati a Torino. I materiali di partenza sono stati scansionati a 2K e riordinati sulla base di una copia del film conservata dalla Cineteca Nazionale di Roma (144 metri complessivi).
La lavorazione è stata effettuata presso il laboratorio L’Immagine Ritrovata di Bologna nel 2015."